# Samuel Nemes
Samuel Nemes, né le 1er septembre 1988 à Liège, est un enseignant de mathématiques et homme politique belge du Parti du travail de Belgique.

## Biographie
Originaire de Verviers, Samuel Nemes vit à La Calamine. Il est bio-ingénieur agronome de formation et il enseigne les mathématiques dans une école secondaire de Verviers. 
Aux élections régionales de 2019, il est élu député au Parlement Wallon pour la circonscription de Verviers. Il est choisi[Par qui ?] comme sénateur communautaire de la Région wallonne et siège également au Sénat. 